# Bruno Ibáñez
Bruno Ibáñez Gálvez (Zaragoza, 6 de octubre de 1886–¿Vizcaya?, 20 de marzo de 1947), más conocido como «Don Bruno», fue un militar español y oficial Guardia Civil, conocido por el papel que jugó en la represión franquista durante la Guerra civil. Se calcula que fue responsable de la muerte de unas 2172 personas.

## Biografía

### Carrera
Nacido en Zaragoza en 1886, a los 17 años ingresó en la Academia Militar de Toledo. Se licenció en 1906 y tres años después fue enviado al norte de África, donde participó en la guerra de Melilla. Tras regresar a la península ibérica, en 1911 solicitó ingresar en la Guardia Civil, cosa que finalmente logró. Inicialmente fue destinado a la provincia de Ciudad Real. En 1911 participó en la resolución del triple asesinato en una familia de campesinos humildes, un crimen que tuvo un fuerte eco en la época. Durante los siguientes años participó en la represión de numerosas huelgas obreras y/o disturbios, especialmente en La Mancha y la zona de Río Tinto.
En 1924 detuvo a Honorio Sánchez Molina, uno de los criminales relacionados con el Asalto al expreso de Andalucía, lo que valió numerosas menciones y felicitaciones.
El 29 de mayo de 1936 el ministerio de la Gobernación lo destinó a la comandancia de la Guardia Civil en Córdoba. En julio de 1936, tras el triunfo en Córdoba de la sublevación militar —liderada por el coronel Ciriaco Cascajo—, el general Queipo de Llano lo nombró jefe de la comandancia de Córdoba. Posteriormente sería ascendido al rango de teniente coronel. Paul Preston señala que Bruno Ibáñez actuaba a las órdenes de Queipo de Llano, con la misión de llevar una implacable represión.

### Represión en Córdoba
En menos de una semana, bajo la órdenes de Ibáñez habían sido detenidas unas 109 personas. Una de sus primeras víctimas fue un camarero del Hotel España y Francia, donde había estado hospedado. Al parecer, Bruno Ibáñez habría comentado unos meses antes «¡En menudo lío nos va a mater el cabrón de Franco!», algo que el camarero habría escuchado y habría motivado su posterior ejecución. Algunas semanas después, el 22 de septiembre, fue nombrado delegado de Orden Público en sustitución de Luis Zurdo Martín. A partir de entonces se produjo un recrudecimiento de la represión, lo cual supuso la puesta en marcha de una política de detenciones arbitrarias y numerosas ejecuciones sin siquiera ningún tipo de proceso judicial. Se calcula que fue responsable directo o indirecto de la muerte de unas 2172 personas. Las detenciones y ejecuciones fueron tan elevadas que algunos empresarios cordobeses protestaron y le dijeron: «O deja las detenciones entre mis obreros o nos obligará a cerrar las empresas, pues, entre los que usted se lleva y los que huyen por miedo a la sierra, nos es imposible la fabricación de material de guerra».
La represión no se limitó a las ejecuciones y alcanzó todos los ámbitos. A finales de 1936 afirmó que iba a librar a Córdoba de «todo libro pernicioso para una sociedad sana» y para ello los ciudadanos «tendrían que entregar las obras pornográficas, revolucionarias o antipatrióticas». Para ello, organizó la quema de libros (llegó a quemar 5.544 libros de distinto tipo) y en los cines impuso un programa de películas religiosas y documentales nazis. También se impusieron elevadas multas a muchos miembros de la burguesía conocidos por su militancia republicana. Todo ello le convirtió en un hombre temido por la población de Córdoba.
Un abogado falangista, Luis Mérida, comentaría más tarde la llegada de Bruno Ibáñez a la plaza de toros con motivo de una corrida:

La gente se estremeció al verlo en la plaza. Se habrían incrustado en las paredes de haber podido, con tal de apartarse de su camino. Estaban todos electrizados por el terror. Don Bruno podría haber fusilado a todos los habitantes de Córdoba, puesto que llegó a la ciudad con carta blanca. Se decía que los rojos habían eliminado a toda su familia de La Mancha. Tanto si era cierto como si no, Ibáñez era un hombre amargado y lleno de prejuicios.

Otro abogado, Francisco Poyatos López, hizo el siguiente comentario sobre «Don Bruno»:

Me levanté temprano. Apenas terminado mi aseo personal llegó don Bruno. Era un hombre sencillamente repugnante, viscoso. Me relató, entre risotadas, sus hazañas. «¿Estalla un petardo en la vía férrea? Pues fusilo a todos los obreros que trabajan en cinco kilómetros a uno y otro lado. ¿Qué un abogado me visita para protestar de la detención de un cliente suyo? Pues fusilo al abogado y a su cliente. Hay que tener mano dura, pues los enemigos son muy numerosos y únicamente pueden ser dominados por el terror»...

El 28 de enero de 1937 fue nombrado gobernador civil, lo que consolidó su poder. Sin embargo, no duraría mucho tiempo en el nuevo cargo debido a las sospechas de corrupción que empezaron a circular a cuenta de las numerosas recaudaciones de dinero, joyas, alimentos, etc. Según las versiones que existen sobre su cese como gobernador civil —el 26 de febrero— al parecer habría exigido el pago de cuantiosos fondos a algunos empresarios y familias importantes, los cuales no habían aceptado y, en cambio, habían informado al círculo cercano al dictador Francisco Franco.

### Últimos años
Durante algún tiempo permaneció en Córdoba como jefe de la comandancia local de la Guardia Civil. Al final de la contienda ascendió al rango de coronel y fue destinado a diversas comandancias en el norte de España. Cuando se marchaba de Córdoba no recibió ninguna despedida oficial; solo algunos incondicionales le acompañaron. Al parecer, refiriéndose a los fusilamientos, comentó: «Sabéis que yo, cuando vine a Córdoba, no conocía a nadie. Me he limitado a firmar las listas que me poníais delante».
Falleció el 20 de marzo de 1947 por una hemiplejía.

## Biografía
- Asensio Rubio, Francisco (2012). «Bruno Ibáñez Gálvez, de oficial de Infantería a represor». Espacio, Tiempo y Forma, Serie V. Historia Contemporánea (Facultad de Geografía e Historia. UNED) 24: 195-228. ISSN 1130-0124.
- Cabanellas, Guillermo (1975). La guerra de los mil días: nacimiento, vida y muerte de la II República Española. Buenos Aires: Heliasta.
- Casanova, Julián (2001). La Iglesia de Franco. Madrid: Temas de Hoy.
- Moreno Gómez, Francisco (1985). La Guerra civil en Córdoba (1936-1939). Córdoba: Alpuerto.
- Poyatos López, Francisco (1979). Recuerdos de un hombre de toga. Córdoba.
- Preston, Paul (2013) [2011]. El Holocausto Español. Odio y Exterminio en la Guerra Civil y después. Barcelona: Debolsillo.

- Datos: Q24943772